# Els Vandesteene
Els Vandesteene (* 30. Mai 1987 in Brügge) ist eine belgische Volleyballspielerin.

## Karriere
Vandesteene begann ihre Karriere bei Ruvo Ruddervoorde. Seit 2002 spielte sie in der Belgischen Ehrendivision beim VDK Gent, mit dem sie mehrfach Vizemeister wurde und 2009 den Belgischen Pokal gewann. 2012/13 spielte die Außenangreiferin in der Deutschen Bundesliga bei VT Aurubis Hamburg. Danach wechselte Vandesteene nach Frankreich zu Volley-Ball Nantes.